# Battaglia di Arras (1914)
La battaglia di Arras (anche nota come prima battaglia di Arras), iniziata il 1º ottobre 1914, è stato un tentativo dell'esercito francese di aggirare quello tedesco al fine di prevenirne i movimenti verso la Manica durante la Corsa al mare.
Il 1º ottobre, La 10ª Armata francese, comandata da Louis de Maud'huy, attaccò le forze tedesche avanzanti, conseguendo un iniziale successo fino al raggiungimento della città di Douai. A partire da questa posizione, la 6ª Armata tedesca, comandata dal principe di Baviera Rupprecht, lanciò un contrattacco, fiancheggiata da analoghi attacchi condotti da tre corpi d'armata della 1ª, 2ª  e 3ª Armata tedesca. I francesi furono di conseguenza costretti a ritirarsi verso Arras.
Il fallimento del tentativo francese di respingere l'esercito tedesco risultò nella perdita di Lens, avvenuta il 4 ottobre, e permise ai tedeschi di muoversi ulteriormente verso settentrione in direzione delle Fiandre. Arras rimase comunque in mano francese.